# Länghems distrikt
Länghems distrikt är ett distrikt i Tranemo kommun och Västra Götalands län. 
Distriktet ligger norr om Tranemo. 

## Tidigare administrativ tillhörighet
Distriktet inrättades 2016 och utgörs av socknen Länghem i Tranemo kommun.
Området motsvarar den omfattning Länghems församling hade vid årsskiftet 1999/2000.